# Geografia del Piemonte

Zone altimetriche del Piemonte

La geografia del Piemonte illustra le caratteristiche geografiche del Piemonte, regione d'Italia.

## Dati generali

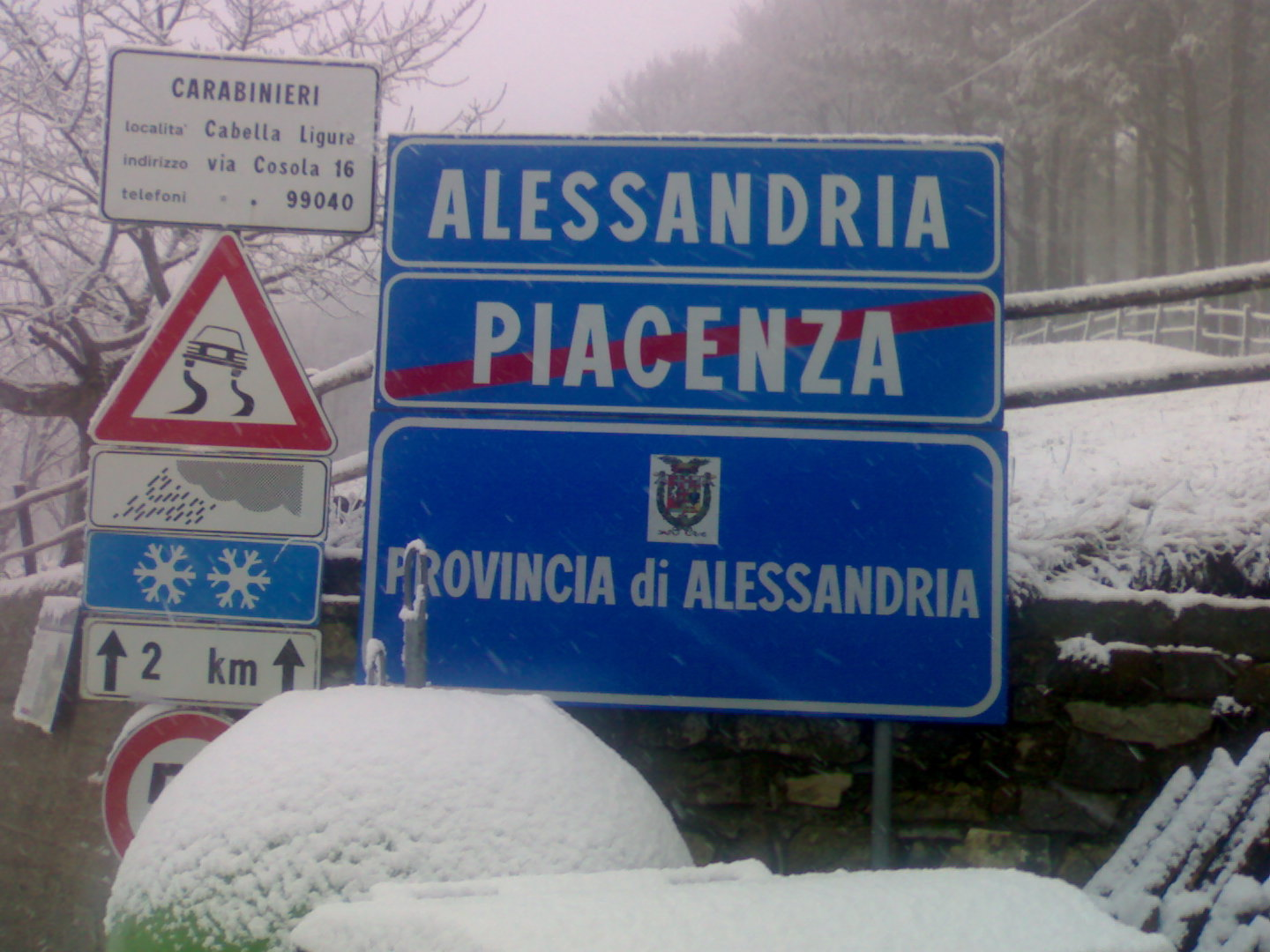
Il confine tra Piemonte (Provincia di Alessandria) e Emilia-Romagna (Provincia di Piacenza) a Capanne di Cosola (1465 m slm)

Il territorio della regione è prevalentemente montuoso, 43,3% (la Provincia del Verbano-Cusio-Ossola risulta essere una delle 3 provincie italiane totalmente della montagna), ma estese sono anche le zone collinari, che ne rappresentano il 30,3% del territorio, e quelle di pianura (26,4%).
A ovest e a nord il Piemonte è circondato dalle Alpi, a sud dagli Appennini; a est sorge la pianura padana. A ovest il Piemonte confina con la Francia, a nord con la Valle d'Aosta, e con la Svizzera (in corrispondenza delle province di Vercelli e di Verbania), a est con Lombardia ed Emilia-Romagna, a sud con la Liguria. Confinano con l'Emilia-Romagna solo due comuni in provincia di Alessandria (Cabella Ligure, Carrega Ligure) con i due comuni piacentini di Zerba e Ottone.
Il Piemonte, seconda regione per estensione dopo la Sicilia, è costituito schematicamente dalla parte superiore del bacino idrografico del Po, il più grande fiume italiano che nasce dal Monviso. Il Po raccoglie tutte le acque provenienti dal semicerchio di Alpi e Appennini che circondano la regione su tre lati. Dalle vette più alte il paesaggio diventa collinare ed infine converge nell'alta e nella bassa Pianura Padana.
Il confine tra la prima e la seconda è caratterizzato dalle risorgive, fonti che arricchiscono d'acqua i fiumi e alimentano una fitta rete di canali d'irrigazione. Il Lago Maggiore e la linea dei fiumi Ticino - Sesia separano il Piemonte dalla Lombardia. Lo sviluppo dell'irrigazione è stato fondamentale per l'economia del Piemonte ed in secondo piano, per l'economia delle provincie di Novara e Vercelli. Tra le più grandi opere idrauliche ricordiamo il canale Cavour, il canale Depretis, il canale Regina Elena ed i diramatori Quintino Sella ed Alto Novarese.
Il paesaggio ha aspetti contrastanti: passa dalle aspre vette del massiccio del Monte Rosa e del Parco Nazionale del Gran Paradiso alle umide risaie del Vercellese e del Novarese, dai dolci pendii collinari delle Langhe e del Monferrato che declinano nel Basso Piemonte alla pianura costellata di aziende agricole e industriali.

## Orografia

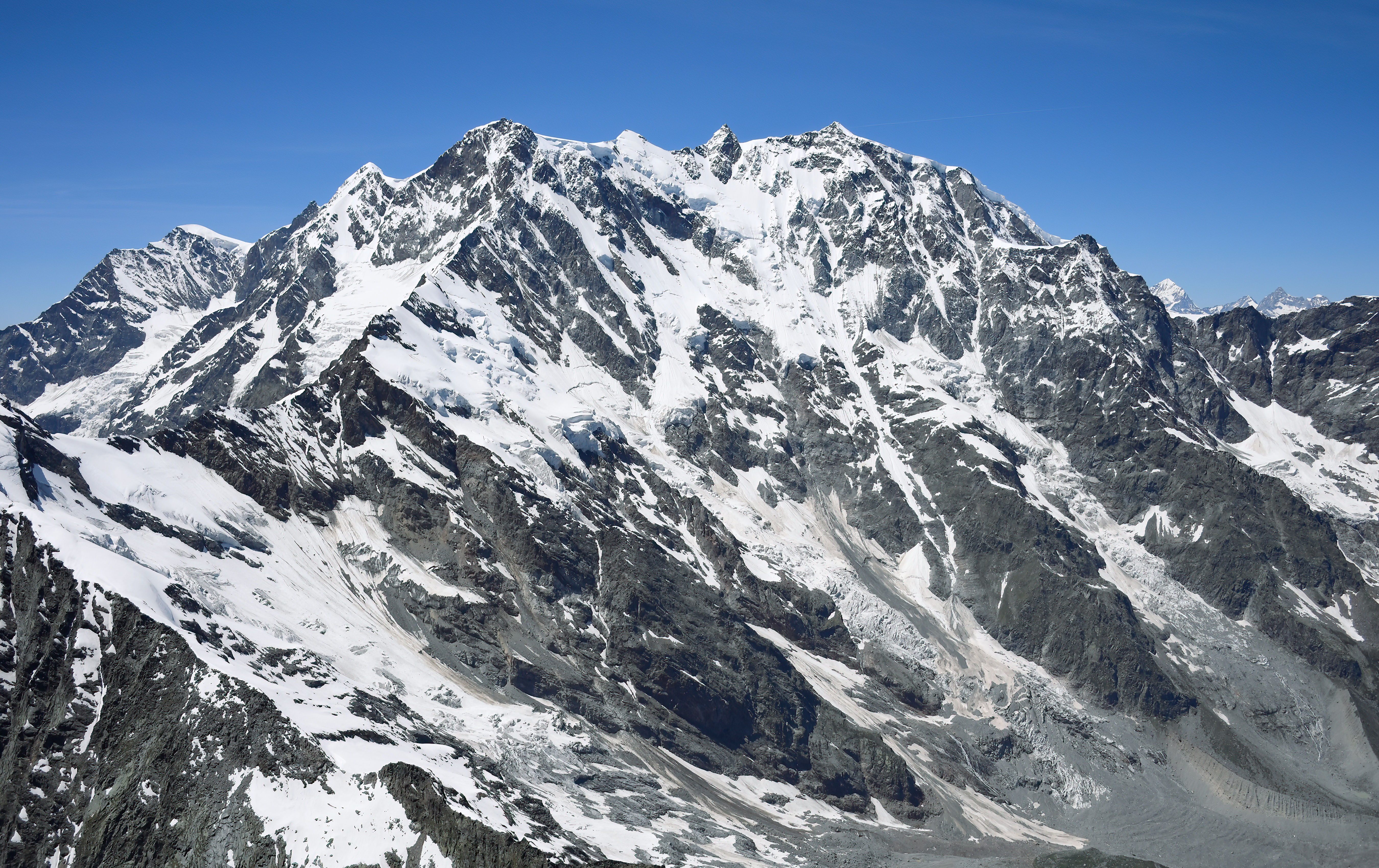
La parete est del Monte Rosa

I monti contornano il Piemonte a nord, ad ovest e a sud. A sud-est vi sono gli Appennini, ad ovest e a nord le Alpi.
I monti più alti delle Alpi piemontesi sono nel sistema del Monte Rosa.
- Punta Nordend 4609 m
- Punta Gnifetti 4554 m
- Punta Parrot 4432 m
- Ludwigshöhe 4341 m
- Corno Nero 4332 mm
- Piramide Vincent 4215 m
- Roc 4026 m
- Monviso 3841 m
- Uia di Ciamarella 3676 m
- Uia di Bessanese 3604 m
- Monte Leone 3552 m
- Rocciamelone 3538 m
- Pierre Menue 3507 m
- Corno Bianco 3320 m
- Punta Ramiere 3303 m
- Monte Argentera 3297 m
- Monte Chaberton 3131 m
- Matto 3097 m
- Monte Albergian 3043 m
- Monte Giove 3009 m
- Rocca la Meja 2831 m
- Monte Giavino 2766 m
- Punta Marguareis 2651 m
- Monte Mars 2600 m
- Monte Capezzone 2421 m
- Monte Togano 2301 m
- Monte Massone 2161 m
- Monte Barone 2044 m
- Monte Cerano 1702 m
- Monte Ebro 1700 m
- Monte Cavalmurone 1671 m
- Monte Antola 1597 m
- Mottarone 1492 m

Le Alpi che interessano il Piemonte sono:
- Alpi Cozie (Alpi del Monviso, Alpi del Monginevro, Alpi del Moncenisio)
- Alpi Graie (Alpi di Lanzo e dell'Alta Moriana, Alpi del Gran Paradiso)
- Alpi Liguri (Prealpi Liguri, Alpi del Marguareis)
- Alpi Lepontine (Alpi del Monte Leone e del San Gottardo, Alpi Ticinesi e del Verbano)
- Alpi Marittime e Prealpi di Nizza (Alpi Marittime)
- Alpi Pennine (Alpi del Monte Rosa, Alpi Biellesi e Cusiane, Alpi del Mischabel e del Weissmies).

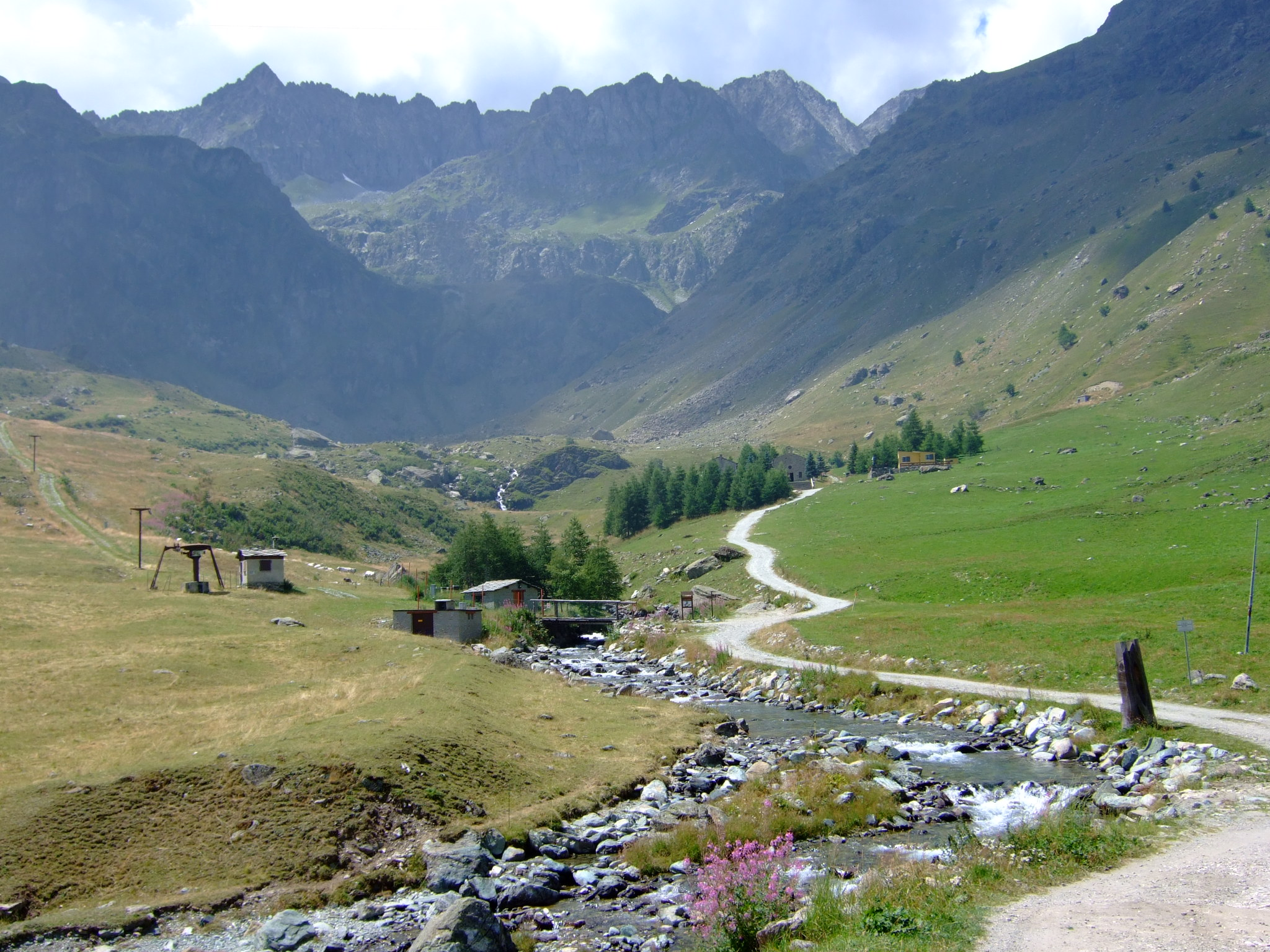
Alta valle Po

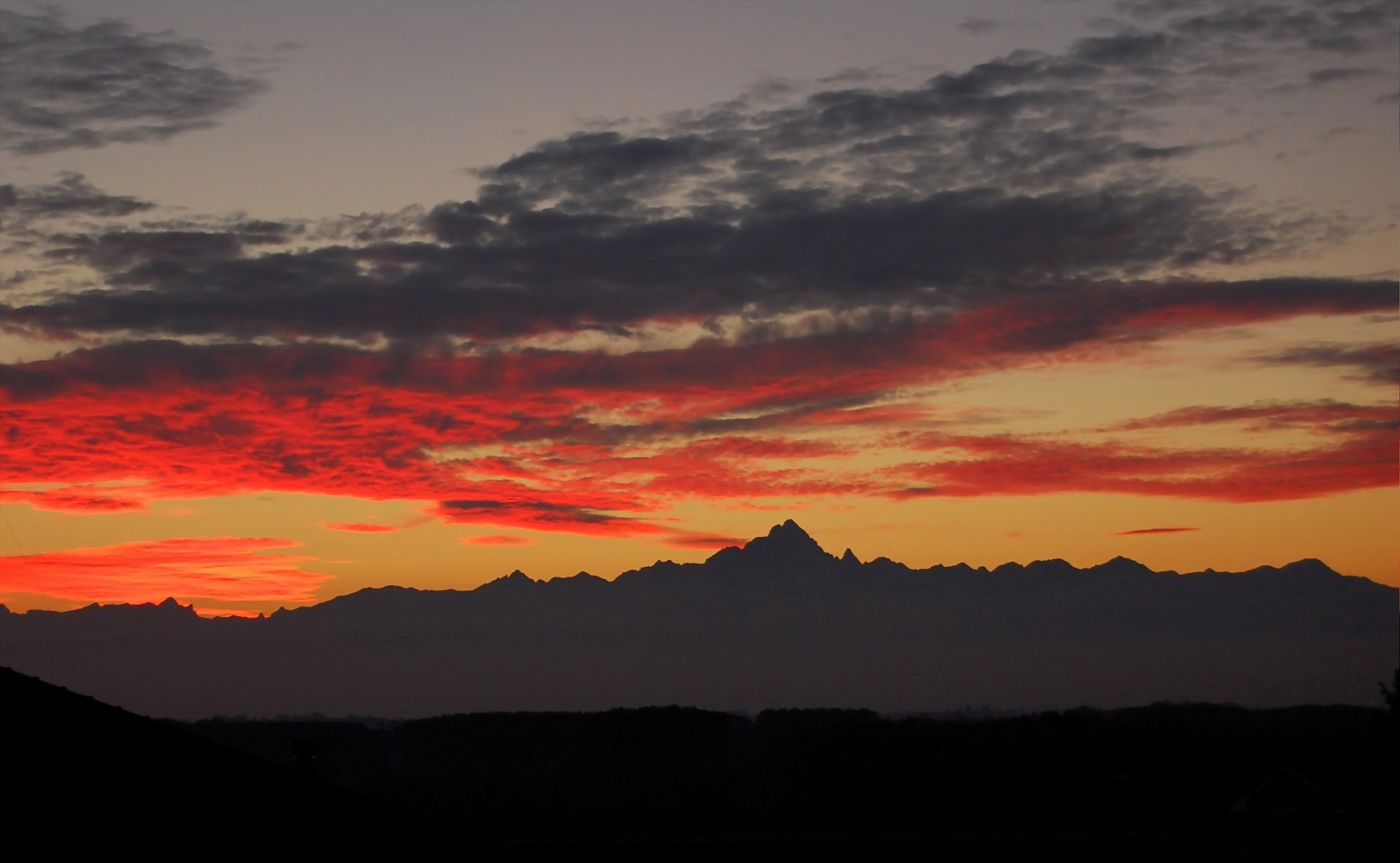
Vista delle Alpi Cozie con il Monviso

### Valli
Il Piemonte è contornato a nord e ad ovest dalle Alpi e a sud dagli Appennini. È ricco di valli di dimensioni e lunghezze molto differenti.
Un elenco delle valli disponendole in senso antiorario a partire da nord e dal confine con la Lombardia consiste delle seguenti:

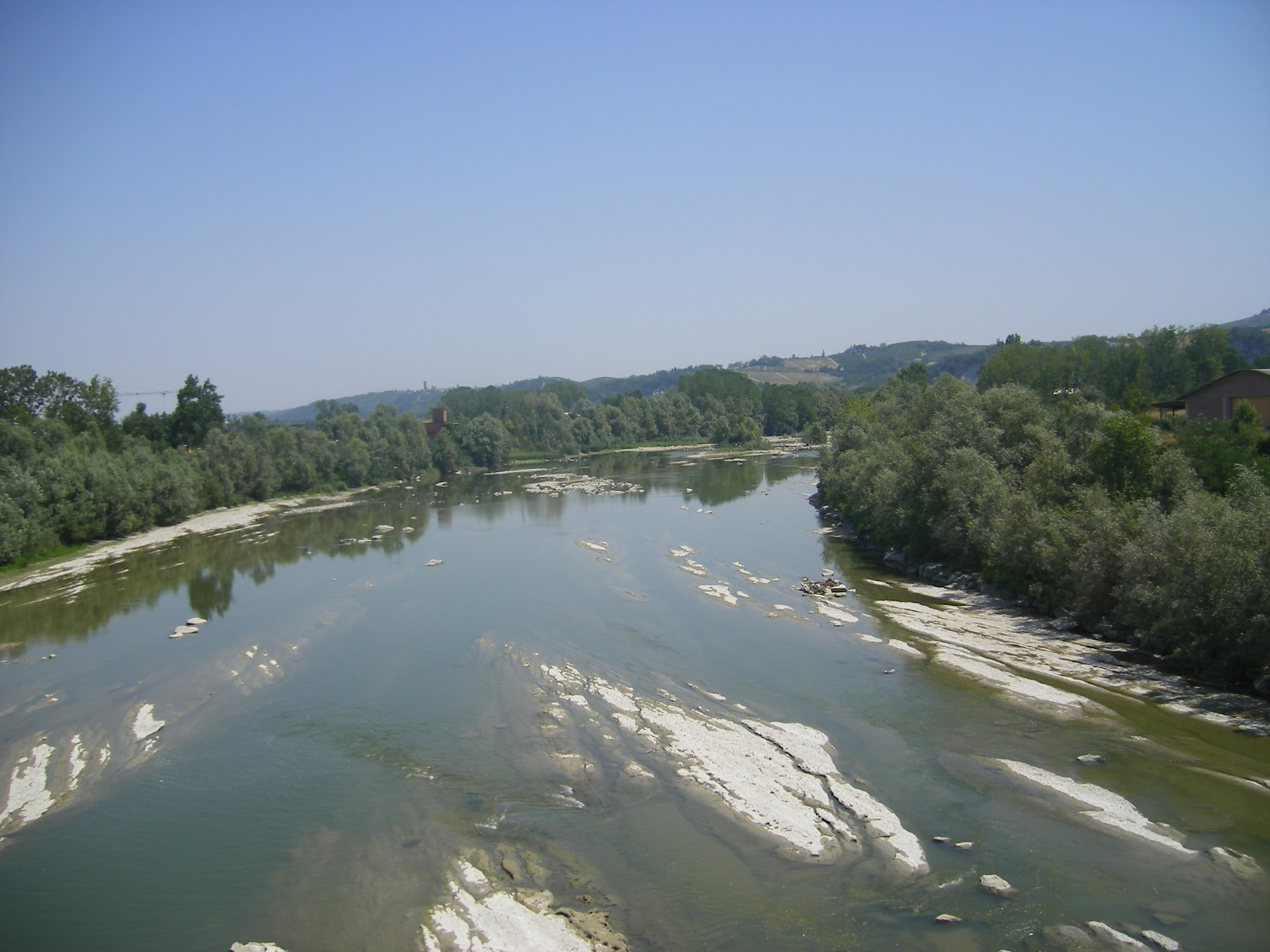
il Tanaro

- Val d'Ossola
  - Valle Anzasca
  - Valle Antrona
  - Val Bognanco
  - Val Divedro
  - Valle Antigorio
  - Val Formazza
  - Val Vigezzo
  - Valle Cannobina
- Val Corcera
- Valle Strona
- Valle dell'Agogna
- Valsesia
  - Val Mastallone
  - Val Sermenza
  - Val d'Otro
  - Val Vogna
  - Valle Sessera
- Valle Cervo
- Valle Elvo
- Valchiusella
- Valle Sacra
- Valle dell'Orco
  - Valle Soana
- Valle del Malone
- Valli di Lanzo
  - Val Grande di Lanzo
  - Val d'Ala
  - Valle di Viù
- Val Ceronda
- Val Susa
- Val Cenischia
- Val Sangone
- Val Chisone
  - Valle Germanasca
- Val Pellice
- Valle Infernotto
- Valle Po
- Valle Varaita
- Val Maira
- Valle Grana
- Valle Stura di Demonte
- Valle Gesso
- Valle Vermenagna
- Val Bormida
- Valle Orba
- Val Curone
- Valle Scrivia
- Val Borbera
- Valle Belbo

## Idrografia

### Fiumi

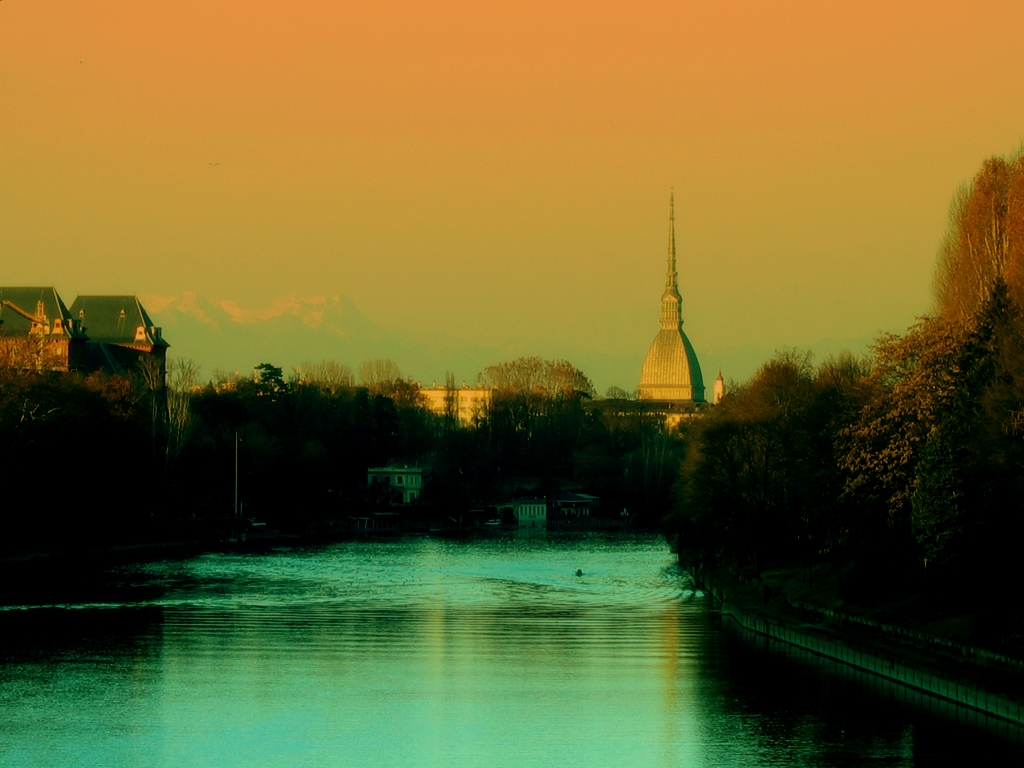
Il Po a Torino.

Il Piemonte è attraversato dal fiume Po, che raccoglie le acque di tutti i torrenti e fiumi che discendono dalle vallate piemontesi.

Tra i principali affluenti del Po e fiumi del Piemonte vanno ricordati:
- Tanaro: nasce sul Monte Saccarello, tra Piemonte e Liguria e sfocia nel Po presso Bassignana, dopo 276 km di corso;
- Pellice: nasce in alta Val Pellice e sfocia nel Po dopo circa 53 km di corso;
- Ticino: nasce nel Canton Ticino, in Svizzera; si immette nel Lago Maggiore e esce presso Sesto Calende. Segna il confine tra Lombardia e Piemonte fino a Cerano, successivamente sfocia nel Po dopo 248 km di corso sotto al Ponte della Becca. È il secondo fiume per portata d'acqua (348 m³/s);
- Dora Baltea: lungo 168 km, nasce in Valle d'Aosta e sfocia nel Po presso Crescentino;
- Agogna: lungo 140 km, nasce dal Mottarone ed attraversa tutta la provincia di Novara per poi sfociare nel Po presso Mezzana Bigli;
- Sesia: anch'esso lungo 140 km, nasce dal ghiacciaio omonimo in alta Valsesia. Segna il confine tra le provincie di Novara e di Vercelli e sfocia nel Po non lontano da Casale Monferrato;
- Dora Riparia: nasce in Val di Susa, e sfocia nel Po presso Torino, dopo 101 km di corso.
- Stura di Demonte: nasce nella valle omonima e sfocia nel Tanaro presso Cherasco, dopo 111 km di corso.
- Bormida: nasce dalla confluenza di due torrenti (la Bormida di Spigno e la Bormida di Millesimo), e sfocia nel Tanaro presso Alessandria dopo 154 km di corso;
- Orba: lungo 68 km, nasce in Liguria ed è il principale affluente di destra del Bormida, in cui si immette all'altezza di Alessandria.
- Belbo: nasce nelle Langhe cuneesi e passando per la provincia di Asti sfocia nei pressi di Alessandria nel Tanaro dopo aver percorso circa 95 km
- Orco: lungo 100 km, nasce in Canavese e sfocia nel Po a Chivasso
- Toce: lungo 83,6 km, sfocia nel Lago Maggiore
- Malone: lungo 47 km, nasce anch'esso in Canavese e sfocia nel Po vicino alla confluenza dell'Orco
- Cervo: lungo 63 km, nasce nel Biellese, raccogliendo moltissimi affluenti e sfocia nel Sesia presso Caresanablot;
- Scrivia: lungo 88 km, nasce in Liguria e sfocia nel Po presso Cornale, in Lombardia.

Una piccola parte del Piemonte è tributario del mar Ligure, comprendendo due torrenti oltre lo spartiacque:
- Neva, nasce dal Monte Galero (1.708 m) e bagna le Volte e Cerisola, frazioni di Garessio poi forma il Centa che sfocia ad Albenga nel Mar Ligure.
- Pennavaira, nasce dal Colle di Caprauna (1.297 m) e bagna i comuni di Caprauna e Alto per poi confluire nel Neva, che a sua volta forma il Centa.

### Laghi

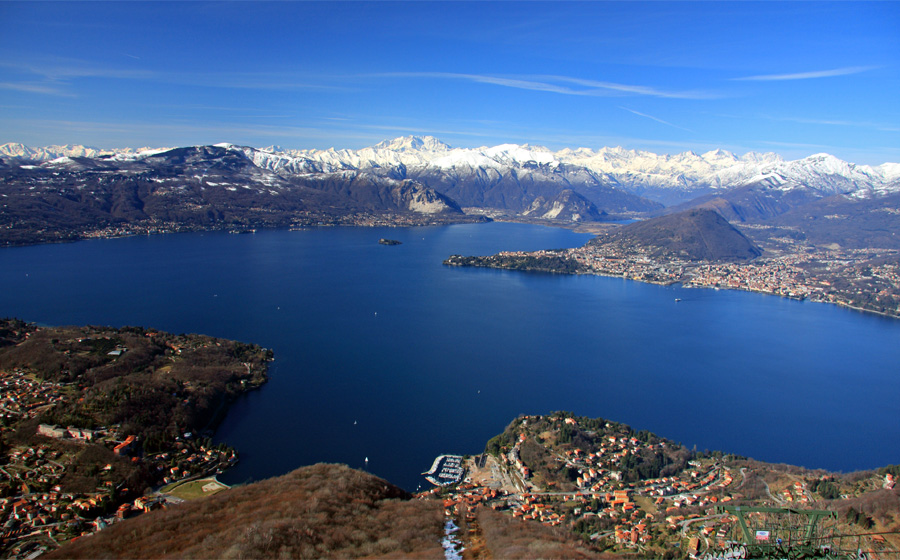
Vista del Lago Maggiore

Il Piemonte possiede numerosi laghi. I principali sono:
- Lago Maggiore 212 km² (superficie totale)
- Lago d'Orta 18,2 km²
- Lago di Viverone 6 km²
- Lago di Candia 2,7 km²
- Lago di Mergozzo 1,85 km².

Inoltre, le numerose vallate alpine sono costellate di tanti piccoli laghi, alcuni naturali e la maggior parte artificiali per la produzione dell'energia elettrica. Tra questi laghi si elencano:
- lago Bianco
- Lago di Ceresole
- Lago di Malciaussia
- Lago della Vecchia
- Lago di Rimasco.

I laghi dell'Appennino piemontese, tutti artificiali e utilizzati per l'acquedotto di Genova sono:
- Lago di Ortiglieto
- Laghi della Lavagnina
- Laghi del Gorzente
- Lago della Busalletta

## Aree storico-geografiche
- Canavese
- Langhe
- Monferrato
- Oltregiogo Novese
- Roero (territorio)
- Val d'Ossola